# Самјуел Морзе
Самјуел Финли Бриз Морзе (енгл. Samuel Finley Breese Morse; Чарлстаун, 27. април 1791 — Њујорк, 2. април 1872) је био амерички проналазач, и сликар, најпознатији по својим изумима, телеграфу и Морзеовој азбуци.

## Биографија

### Ране године
Самјуел Морзе је рођен у Чарлстауну, Масачусетс, као прво дете географа Пастора Џозефа Морзеа, и Елизабете Ен Финли Морзе. Пошто је као дете похађао Филипс академију, уписао се на колеџ са 14 година. Посветио се уметности, и постао ученик Вашингтона Олстона (Washington Allston), америчког сликара. Док је био на Универзитет Јејлу, слушао је предавања Бенџамина Силимана (Benjamin Silliman) и Џеремаје Деја (Jeremiah Day) о електрицитету. Зарађивао је сликајући портрете. 1810. је дипломирао на Јејлу, а 1811. је пратио Олстона у Европу.
Морзе је изумео машину за сечење мермера, која је могла да прави тродимензионалне скулптуре од мермера или камена. Није могао да патентира ову машину, због пређашњег нацрта Томаса Бланчарда из 1820. 1823, Морзе је отворио уметнички студио у Њујорку. 1825, је насликао портрет Маркиза Лафајета за 1000 долара. 7. фебруара исте године је изненада умрла Морзеова жена, Лукреција. Сахрањена је пре него што се вратио у Њу Хејвен.
1837, Морзе је изумео електрични телеграф, базиран на открићу Ханса Кристијана Ерстеда из 1820. о односу између електрицитета и магнетизма. 1832, Морзе је развио идеју електромагнетне телеграфије (током разговора са Др. Чарлсом Т. Џексоном; Касније је Др. Џексон започео судски спор о правима над телеграфом (који је изгубио)). Морзе је нацртао прототип електромагнетског снимајућег телеграфа и Морзеове азбуке у својој свесци.
Током студија у Риму 1830, упознао се са Данским скулптором Бертелом Торвалдсеном; два уметника су често ноћу заједно шетала по античким рушевинама. Морзе је такође насликао Торвалдсенов портрет. На јесен 1835, Морзе је направио и демонстрирао снимајући телеграф са покретном папирном траком. Почетком 1836, је демонстрирао свој снимајући телеграф доктору Леонарду Гејлу (Leonard Gale). Такође се 1836, кандидовао за градоначелника Њујорка и освојио 1496 гласова (изгубивши).

### Касније године
1837, Морзе је показао Гејлу своје планове за „релеје“. Септембра исте године, Алфред Вејл је присуствовао демонстрацији телеграфа.
1838, Морзе је променио телеграфску шифру, од телеграфског речника са нумеричким кодом, у код за свако слово. 24. јануара, Морзе је демонстрирао телеграф својим колегама. 8. фебруара, 1838, Морзе је први пут јавно демонстирао рад електричног телеграфа научном комитету на Френклин Институту у Филаделфији, Пенсилванија (први пут је радио 6. јануара). 21. фебруара, Морзе је демонстрирао телеграф председнику Мартину ван Бјурену и његовом кабинету. Убрзо потом председник комисије за трговину Представничког дома САД, Ф. О. Ј. Смит (Мејн) је постао Морзеов партнер (и предложио конгресу закон који није изгласан) за пројекат од 30000 долара за изградњу телеграфске линије.
1839, Морзе је (из Париза) објавио први амерички опис дагеротип фотографије од Луја Дагера (Louis Daguerre). Морзе је био пионир америчких дагеротипа. 1844 Морзе је послао телеграфску поруку "What hath God wrought?" (Шта је бог радио?) (Библија, Књига бројева 23:23) из Вашингтона у Балтимор, Мериленд.
1850-их, Морзе је отишао у Копенхаген и посетио Музеј Торвалдсен, са вајаровим гробом у атријуму. Примио га је краљ Фредерик VII од Данске, и Морзе је изразио жељу да поклони портрет из 1830. краљу. Торвалдсенов портрет данас припада краљици Маргарети II од Данске.

### Смрт
Умро је у својој кући у 5 Вест 22. Улици, у Њујорку у осамдесет првој години, и сахрањен је на гробљу Грин Вуд у Бруклину.

## Књиге и радови
- Morse, Samuel F. B., "Foreign Conspiracy Against the Liberties of the United States" (New York: Leavitt, Lord & Co. (New York Observer))
- Morse, Samuel F. B., "„Samuel F. B. Morse, His Letters and Journals”. Архивирано из оригинала 14. 10. 2004. г. Приступљено 01. 01. 2005.". Volume I. (Project Gutenberg)
- Morse, Samuel F. B., "„Samuel F. B. Morse, His Letters and Journals”. Архивирано из оригинала 14. 10. 2004. г. Приступљено 01. 01. 2005.". Volume II. (Project Gutenberg)

### Патенти
- Morse, Samuel, "US1647[мртва веза]". Improvements in the communicating information by signals by the application of electromagnetism. United States Patent Office.
- Morse, Samuel, "US6420[мртва веза]". Telegraph. United States Patent Office.
- „US Patent 1,647, Improvement in the mode of communicating information by signals by the application of electro-magnetism, June 20, 1840”. Архивирано из оригинала 24. 05. 2012. г. Приступљено 23. 05. 2020.
- „US Patent 1,647 (Reissue #79), Improvement in the mode of communicating information by signals by the application of electro-magnetism, January 15, 1846”. Архивирано из оригинала 24. 05. 2012. г. Приступљено 23. 05. 2020.
- „US Patent 1,647 (Reissue #117), Improvement in electro-magnetic telegraphs, June 13, 1848”. Архивирано из оригинала 24. 05. 2012. г. Приступљено 23. 05. 2020.
- „US Patent 3,316, Method of introducing wire into metallic pipes, October 5, 1843”. Архивирано из оригинала 24. 05. 2012. г. Приступљено 23. 05. 2020.
- „US Patent 4,453, Improvement in Electro-magnetic telegraphs, April 11, 1846”. Архивирано из оригинала 24. 05. 2012. г. Приступљено 23. 05. 2020.
- „US Patent 4,453 (Reissue #118), Improvement in Electro-magnetic telegraphs, June 13, 1848”. Архивирано из оригинала 24. 05. 2012. г. Приступљено 23. 05. 2020.
- „US Patent 6,420, Improvement in electric telegraphs, May 1, 1849”. Архивирано из оригинала 24. 05. 2012. г. Приступљено 23. 05. 2020.